# Gyengénlátás
A gyengénlátás a látás nagyfokú sérülését jelenti. Rendszerint azt tekintik gyengénlátónak, akinek látásélessége a jobban látó szemén szemüveggel javítva is az ép látásélesség 10-33%-a (visus 0,1-0,33). A határokat rugalmasnak tekintik, így figyelembe veszik a látótér beszűkülését és a halmozott vagy romló szemészeti elváltozást.
Sokféle szembetegség okozhatja. Ezek súlyossága különböző lehet, és nem mindig vezetnek látássérüléshez.
Az alapbetegségtől függően egyes gyengénlátókat eltilthatnak bizonyos tevékenységektől, mert ezek veszélyeztethetik a látásmaradványt. Így nem végezhetnek zökkenéssel, a fej rázkódásával, ütődésével járó mozgásokat, kerülniük kell a huzamosabb ideig tartó vagy erőltetett kilégzést, a fordított testhelyzet felvételét, nem emelhetnek fel hirtelen és nem cipelhetnek nehéz súlyokat.
A gyengénlátók különféle segédeszközök igénybevételével képesek kihasználni megmaradt látóképességüket. Vizuális úton képezhetők, fejleszthetők.

## Okai
Az emberek 5%-a gyengénlátó.
A gyengénlátás fő okai az időskori makuladegeneráció, katarakta és glaukóma. A sárgafolt pusztulásával járó makuladegeneráció felel az összes eset csaknem 45%-áért. Látáskárosodást okozhatnak (többek között) a szemlencse nagy mértékű fénytörési hibái (asztigmia, rövidlátás, távollátás), a retina kóros ereződése vagy leválása, a tompalátás, a veleszületett szemhasadékok, a kisszeműség, a szemlencse hiánya és ficama, a szemtekerezgés, a látóideg-sorvadás, a szemhéjcsüngés, a szaruhártya, ideghártya és látótest egyéb elfajulásai és az albinizmus.

## Kezelése
A kezelést az alapbetegség határozza meg. A különféle látásproblémákat lehetőleg korán fel kell ismerni, és kezelni, hogy ezzel megelőzzék a további látásromlást. Észrevehető romlás esetén mielőbb szemészhez kell fordulni. Az orvos kiértékeli a látás értékeit, segédeszközöket ír fel, és ezek használatát is megtanítja. A segédeszközök körébe tartoznak a nagyítók, a nagy betűkkel nyomtatott sajtótermékek, az elektromos olvasógépek, hangfelismerő számítógépes programok, látcsövek, nagy kijelzős telefonok és órák.
Azokban az országokban, ahol korlátozottak a diagnosztika és a terápia lehetőségei, nemzetközi szervezetek vagy közhasznú egyesületek segítenek. Akiknek nincs pénzük a látáshibájukat korrigáló szemüvegre, azok Magyarországon is fordulhatnak segélyszervezetekhez.
A gyengénlátó gyerekek vizuális nevelést kapnak. Magyarországon utazótanári segítséggel és a sérülés figyelembevételével integráltan tanulhatnak. Csatlakozó sérülések esetén (ilyenek például a tanulási zavarok) azonban az integráció nem működik, és a gyerek a gyengénlátók iskolájában tanul.
A felnőttek rehabilitációjával Magyarországon a VERCS foglalkozik (Szempont Alapítvány, VERCS).